# Acquapendente
Acquapendente é uma comuna italiana da região do Lácio, província de Viterbo, com cerca de 5.788 (Cens. 2001) habitantes. Estende-se por uma área de 120,28 km², tendo uma densidade populacional de 48,12 hab/km². Faz fronteira com Allerona (TR), Castel Giorgio (TR), Castel Viscardo (TR), Grotte di Castro, Onano, Proceno, San Casciano dei Bagni (SI), San Lorenzo Nuovo, Sorano (GR).
Pertence à rede das Aldeias mais bonitas de Itália e à rede das Cidades Cittaslow.

## Demografia
| Variação demográfica do município entre 1861 e 2011                               |
|                                                                                   |
| Fonte: Istituto Nazionale di Statistica (ISTAT) - Elaboração gráfica da Wikipedia |